# Федотов Андрій Євгенович
Андрі́й Євге́нович Федо́тов, відомий також як Федо́т (11 червня 1968, Івано-Франківськ — 2 квітня 2017, Івано-Франківськ) — український музикант та радіоведучий. Вокаліст та один із засновників гурту «Перкалаба» і низки інших музичних колективів.

## Життєпис
Андрій Федотов народився в Івано-Франківську в сім'ї авіатора, вихідця з міста Вишній Волочок. Навчався у школі №1, а згодом у Інституті нафти і газу за спеціальністю «Спорудження та ремонт газонафтопроводів і газонафтосховищ». Диплом захищав англійською мовою. Відзначався активністю ще зі шкільних часів - завжди був організатором та ведучим на дискотеках.
У 2010 разом із учасниками Перкалаби Яремою Стециком і Левом Скрентковичем засновує тріо «Перкалабські придатки». Заснований як сайд-проект, гурт згодом стає повноцінним колективом.
У 2013 з невідомих причин покидає склад «Перкалаби».
Після розпаду «Перкалабських придатків» Федот разом з відомим івано-франківським саунд-продюсером та діджеєм Едвардом "Eda" Скрипником та ударником Андрієм "Вайпером" Михайловим заснував у 2014 гурт BuhNay (Бухнай), що на гуцульському діалекті означає "черевань".
У 2015 створює клезмер-гурт «Ґоґодзи Ґанскі», до якого увійшли екс-учасники «Перкалаби» Володимир Шотурма (цимбали), Олександр Грідін (бас), а також Ігор Зрайко (кларнет) та Микола Марків (ударні). У 2016 колектив видав альбом "В тую мить".
Помер 2 квітня 2017 року в Івано-Франківську. Причиною смерті оголошено серцевий напад.